# Marcin Dorociński
Marcin Dorociński (Milanówek, 22 giugno 1973) è un attore polacco.

## Biografia
Ha interpretato ruoli minori in più serie televisive. La svolta è arrivato con il ruolo nel film Pitbull diretto da Patryk Vega che gli è valso il premio Zbyszek Cybulski nel 2005. Ha ricevuto il Leone d'oro al Gdynia Film Festival per il suo ruolo in Róża nel 2011. Nel 2012 gli è stato conferito il premio Paszport Polityki. Nel 2012-2013 è apparso in una miniserie chiamata Spies of Warsaw, co-prodotta dalla BBC e da Telewizja Polska. Sempre nel 2012 ha vinto l'IFFI Best Actor Award (Male) al 43º International Film Festival of India. Nel 2020 Marcin Dorociński si è unito al cast della miniserie televisiva La regina di scacchi, interpretando il ruolo di un campione del mondo di scacchi russo di nome Vasilij Borgov.

## Filmografia

### Cinema
- Hurricane: Squadron 303

### Televisione
- La regina degli scacchi (The Queen's Gambit) - miniserie TV,  (2020)
- Vikings: Valhalla - serie TV (2023-2024)